# Закон о деолигархизации
Закон о деолигархизации, закон об олигархах, или антиолигархический закон (укр. Закон про деолігархізацію, закон про олігархів, антиолігархічний закон) — закон Украины, инициированный Президентом Украины Владимиром Зеленским с целью минимизации влияния украинских олигархов на политические, экономические и социальные процессы в стране и на средства массовой информации. Полное название — Закон Украины «О предотвращении угроз национальной безопасности, связанных с чрезмерным влиянием лиц, имеющих значительный экономический и политический вес в общественной жизни (олигархов)» (укр. Закон України «Про запобігання загрозам національній безпеці, пов'язаним із надмірним впливом осіб, які мають значну економічну та політичну вагу в суспільному житті (олігархів)»).
Был принят 23 сентября 2021 года, вступил в силу 7 ноября 2021 года и будет действовать в течение 10 лет с 7 мая 2022 года.

## История

### Идея и подготовка
15 апреля 2021 года президент Зеленский сообщил, что предложил СНБО, Офису главы государства и Антимонопольному комитету разработать законопроект о статусе олигархов.
27 апреля министр иностранных дел Украины Дмитрий Кулеба сообщил, что законопроект будет базироваться на антитрастовом законе США и иметь цель «привнести больше справедливости и конкуренции на украинские рынки».
11 мая секретарь СНБО Алексей Данилов сообщил, что 13 человек в Украине можно было отнести к категории олигархов, не назвав фамилий.
20 мая Зеленский заявил, что подготовка законопроекта почти завершилась. 27 мая издание «Зеркало недели» опубликовало фрагменты законопроекта, но Офис Президента Украины отрицал, что опубликованный в СМИ текст является официальным текстом законопроекта.
2 июня президент Зеленский внёс в парламент этот законопроект (№ 5599) как неотложный.

### Принятие в Верховной Раде
1 июля 2021 года Верховная Рада Украины на внеочередном заседании приняла законопроект № 5599 за основу, за это решение проголосовали 275 депутатов.
10 сентября Председатель Верховной Рады Дмитрий Разумков заявил, что направил текст закона в Венецианскую комиссию на экспертизу, а 22 сентября он заявил, что в зависимости от выводов экспертов Совета Европы, закон могут пересмотреть.
23 сентября Верховная Рада на пленарном заседании приняла закон об олигархах, который во втором чтении поддержали 279 народных депутатов при 226 необходимых.
7 октября Верховная Рада освободила Разумкова с должности Председателя Верховной Рады. Одной из причин этого называли разногласия между Разумковым и командой Зеленского по закону об олигархах.
12 октября в Киеве прошёл 23-й саммит Украина — ЕС, на котором Евросоюз поддержал принятие антиолигархического закона.
3 ноября Верховная Рада уточнила ряд статей закона и поручила председателю Верховной Рады Руслану Стефанчуку безотлагательно его подписать.
5 ноября был подписан Стефанчуком и Зеленским. На следующий день закон был опубликован, и 7 ноября он вступил в силу.

### Внедрение
9 июня 2022 года руководитель НАПК Александр Новиков заявил, что идея реестра олигархов утратила актуальность.
11 июля 2022 года Ринат Ахметов заявил, что его компания «Медиа Группа Украина» (МГУ) откажется в пользу государства от всех принадлежащих ему медиа-лицензий, чтобы он не подпал под действие антиолигархического закона. На следующий день его холдинговая компания SCM, в которую входила Медиа Группа Украина, сообщила, что начала процесс аннулирования лицензий всех своих телеканалов: «Украина», «Украина 24», «НЛО.TV», «Донбасс», «Индиго tv» и тематических каналов «Футбол 1/2/3». Также было доложено о прекращении выпуска печатных СМИ медиахолдинга и мультимедийной платформы «Сегодня». 14 июля МГУ подала в Национальный совет по телевидению и радиовещанию заявление об аннулировании лицензии телеканалов, и уже 21 июля это заявление было удовлетворено.

## Основные положения закона
Олигархом считается физическое лицо, одновременно отвечающее по меньшей мере трём из следующих признаков:
- участвует в политической жизни;
- оказывает значительное влияние на средства массовой информации;
- является конечным бенефициарным собственником субъекта, который является субъектом естественных монополий или занимает монопольное (доминирующее) положение на рынке и в течение одного года поддерживает или усиливает такое положение;
- подтверждённая стоимость активов лица и субъектов хозяйствования, бенефициаром которых он является, превышает 1 миллион прожиточных минимумов, установленных для трудоспособных лиц на 1 января соответствующего года.

Решение о признании лица олигархом принимается Советом национальной безопасности и обороны Украины на основании представления Кабинета министров Украины, члена Совета национальной безопасности и обороны Украины, Национального банка Украины, Службы безопасности Украины или Антимонопольного комитета Украины. Данное решение является основанием для включения такого лица в специальный реестр.
Лицу, признанному олигархом, запрещается:
- осуществлять взносы в поддержку политических партий, а также в избирательные фонды кандидатов (кроме собственного избирательного фонда), политических партий во время избирательного процесса;
- быть покупателем (бенефициаром покупателя) в процессе приватизации объектов крупной приватизации;
- финансировать любую политическую агитацию или проведение митингов или демонстраций с политическими требованиями.

## Критика
Специалисты из области СМИ критиковали предложенную в документе идею по ограничению на владение олигархами СМИ.
Общественные организации, занимающиеся борьбой с коррупцией, критикуют отсутствие действенных шагов по реализации ограничений против олигархов. В частности, по мнению руководителя Центра противодействия коррупции Виталия Шабунина, «олигархам он не угрожает. Закон прописан таким образом, что его правоприменение будет ничтожным». Исполнительный директор Центра противодействия коррупции Дарья Каленюк заявила, что не определено, «кто будет проверять, насколько олигархи выполняют закон» и таким образом «гарантий того, что все люди, являющиеся олигархами, будут в соответствующем реестре — нет».
Политики ещё до того, как законопроект был зарегистрирован в ВРУ, подвергли его идею критике. Народный депутат фракции «ЕС» Ростислав Павленко отметил, что нет чёткого определения понятия «олигарх», а потому инициатива «выводит из-под удара собственно олигархов и направлена на уничтожение политических оппонентов действующей власти», а внефракционный народный депутат Гео Лерос заявил, что «Закон о деолигархизации имеет целью зачистку конкурентного поля президента Владимира Зеленского».
После голосования за закон 23 сентября 2021 года «Европейская солидарность» объявила намерение подать в НАБУ, ГБР и Офис генпрокурора заявление о совершении преступления при принятии закона о деолигархизации.